# Jaqueta encerada

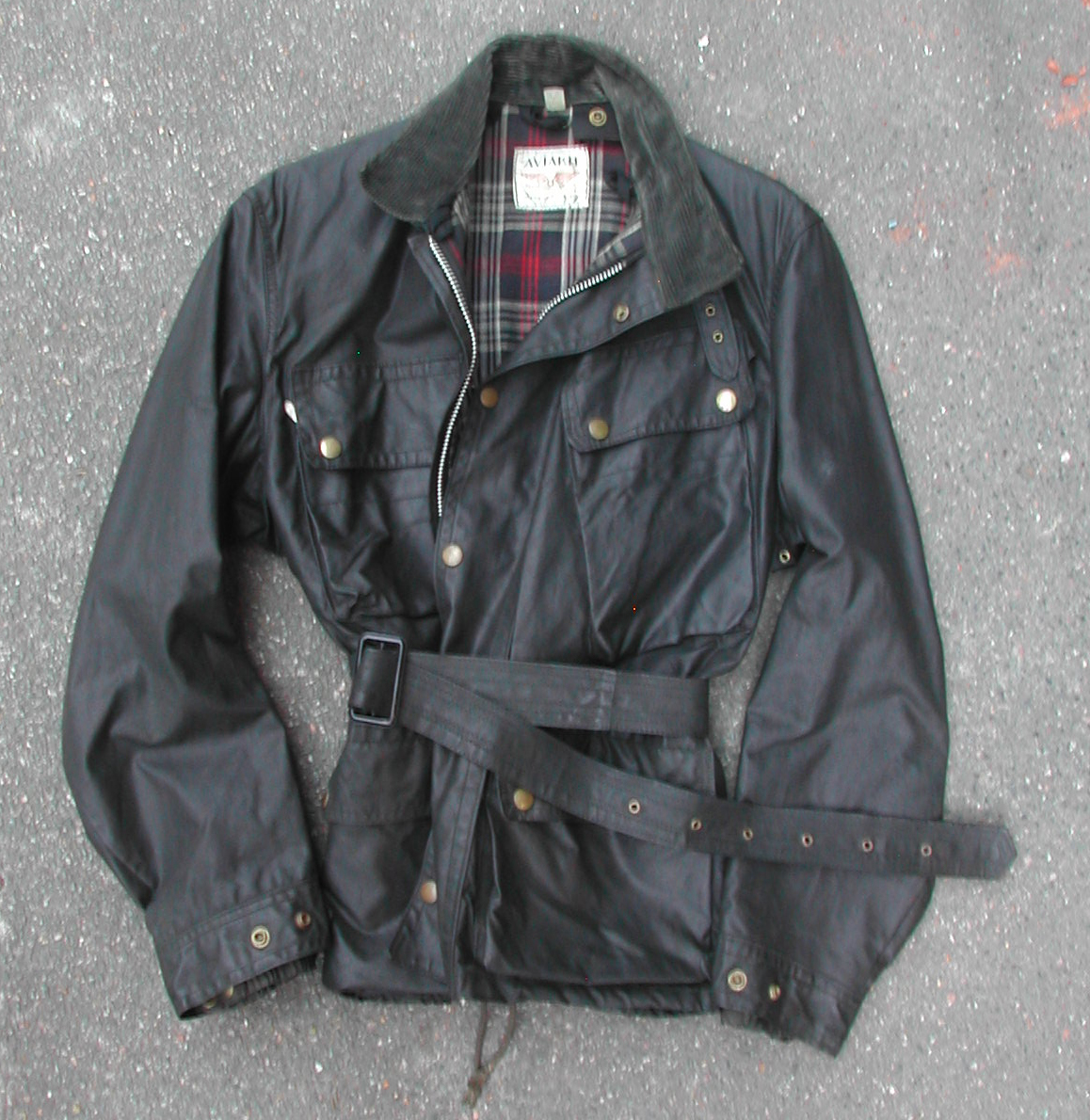
Jaqueta encerada

Uma jaqueta encerada é um tipo de jaqueta na altura do quadril feita de tecido de algodão encerado, icônico da vida no campo britânica e irlandesa. Hoje é comumente usado para atividades rurais ao ar livre, como caça, tiro e pesca. É uma jaqueta de algodão tornada resistente à água por uma cera à base de parafina, normalmente com forro xadrez e gola de veludo cotelê ou couro. A principal desvantagem de um tecido encerado é a falta de respirabilidade.
A origem da jaqueta encerada está nas vestimentas revestidas também conhecidas como oleadas.